# スプリングフィールドM1855
スプリングフィールドM1855（Model 1855 Springfield）は19世紀中頃の米国の前装式ライフル銃。マサチューセッツ州のスプリングフィールド造兵廠で製造された。

## 概要
初期のマスケット銃は、ほとんどがフリントロック式の滑腔銃であった。1840年代になって、フリントロック式はより信頼性が高く、悪天候に強いパーカッションロック式（雷管式）に置き換えられた。滑腔銃身と正確さに欠ける球形弾も、ライフル銃身と新たに発明されたミニエー弾に置き換えられた。これにより、有効射程はマスケット銃の50ヤードに対して、ライフル銃では数百ヤードまで伸長した。M1855の有効射程は500ヤードであり、最長射程は1000ヤードを超えた
M1858は.58口径であり、それ以前のマスケットよりも小径になった。スプリングフィールドM1816からM1842に至る米国の一連のマスケット銃は全て.69口径であったが、アメリカ陸軍による試験の結果、ミニエー弾を使用した場合には.58口径の方がより命中精度が高かった。
M1855はまたメイナード式テープ雷管を採用したが、これは従来の銃用雷管の改良を試みたものであった。発射毎に雷管をセットするのではなく、メイナード式では撃鉄を起こすと自動的にテープが巻き取られ、そこに組み込まれた雷管がセットされた。子供用の巻玉鉄砲と同じ原理である。
ミニエー弾と装薬は銃口から手動で装填する必要があったが、テープ雷管の使用により雷管のセット時間が省略できるために、その分射撃速度が向上すると期待された。テープ雷管の使用によりM1855は撃鉄の下に得的なコブを持つこととなった。テープ雷管が入手できなかった場合に備え、通常の雷管も使用できるようになっていた。
しかしながら、戦場で使用においてはテープ雷管は信頼性に欠けることが判明した。1859年から1861年にかけて実施された試験においては半分が不発であり、またテープ雷管用のバネにも問題がありテープの巻き取りが上手くいかないことも判明した。最大の問題はテープそのものにあった。防水と宣伝されていたものの、紙テープは湿気に対して敏感であった。この問題のためにテープを金属箔とする試みもなされたが、結局軍需省はテープ雷管を諦め、次のモデルであるスプリングフィールドM1861では通常の雷管に戻した
約60,000丁のM1855が製造された
M1855の製造は1860年まで続けられ、南北戦争前の歩兵の標準装備として採用された。南北戦争勃発後には膨大な兵器の需要に応えるため、テープ雷管を廃止し、またいくつかの改良を行うことによって、より安価にかつ製造しやすいモデルが設計された。これがおなじみのM1861である。戦争勃発時にはM1855が最良の小銃であり、M1861の十分な供給が開始されるまでには時間がかかった。このため、戦争終了までM1855は北軍で使用されただけでなく、南部の軍需倉庫に数千丁の在庫があったため、南軍においても使用された。

## 最初の実戦
M1855の最初の実戦は、1858年9月に発生した太平洋岸北西部でのフォー・レイクの戦い（Battle of Four Lakes）であった。北部のインディアン部隊はアメリカ軍部隊を人数的に上回っていた（約5000人対約600人）。しかし、インディアン部隊の武器はマスケット銃であり、対してM1855で武装したアメリカ軍は敵の射程外からの攻撃が可能で、インディアン部隊の攻撃を阻止できた。ローレンス・キップ中尉は「不思議な事に、我が方には一人の死傷者も出なかった。これは我が軍が今回初めて使用した長射程ライフル銃のためである。もしも従来のマスケット銃しか装備していなかったら、戦闘の結果は、我々の敗北に終わったであろう。敵は我々より多数であり、また我々がインディアンに対して抱く通りに勇敢であった。しかし、このような長距離からの射撃のために、彼らはパニックに襲われた」と述べている。

## バリエーション
M1855は以前のマスケット銃と同じ長さであったため、通常M1855ライフル・マスケットと呼ばれる。銃身長は40インチであり、全長は56インチであった。銃身を銃床に固定するために3本のバンドが使用された。短銃身・2つバンドのモデルも製造され、M1855ライフルと呼ばれた。このバージョンの銃身長は33インチで、全長は49インチであった。
M1855ライフル・マスケットは1858年に改良が施されたが、照星の単純化（一般的な引き上げ型リーフタイプ）、台尻横のパッチボックスの追加、銃口キャップの真鍮から鉄製への変更、がその内容である

## 参考資料
- Russ A. Pritchard, Jr., Russ A. Pritchard Jr.: "Civil War Weapons and Equipment", Published by Globe Pequot, 2003
- Jack Coggins: "Arms and Equipment of the Civil War"  Published by Courier Dover Publications, 2004
- Charles G. Worman: "Gunsmoke and saddle leather: firearms in the nineteenth-century American West" published by the University of New Mexico Press, 2005
- Roger Pauly: "Firearms: The Life Story of a Technology"Published by Greenwood Publishing Group, 2004
- John Walter: "The Guns That Won the West: Firearms on the American Frontier, 1848-1898",  Published by MBI Publishing Company, 2006
- Dan Shideler: "2008 Standard Catalog of Firearms: The Collector's Price and Reference Guide"  Published by Krause Publications, 2008